# Viên Lâm, Chương Hóa

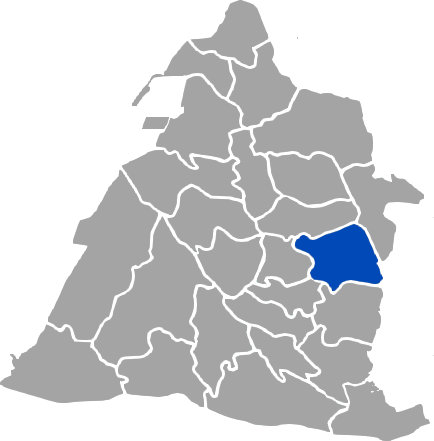
Vị trí tại Chương Hóa

Viên Lâm (tiếng Trung: 員林市; bính âm: Yuánlín Shì) là một thành phố trực thuộc huyện Chương Hóa, Trung Hoa Dân Quốc (Đài Loan). Trấn có địa hình đồng bằng với độ cao trung bình khoảng 24 mét, thuận lợi cho nông nghiệp phát triển. Tổng diện tích của trấn là 40,0376 km², dân số vào tháng 8 năm 2011 là 125.203 người thuộc 37.041 hộ gia đình, mật độ cư trú đạt 3127,1 người/km². Đây là trấn đông dân nhất của huyện.